# Ugod
Ugod là một thị trấn thuộc hạt Veszprém, Hungary. Thị trấn này có diện tích 62,79 km², dân số năm 2010 là 1418 người, mật độ 23 người/km².